# Джонстон, Эмма Верона
Эмма Верона Джонстон (урожденная Калхун, англ. Calhoun; 6 августа 1890 года – 1 декабря 2004 года) — американская долгожительница. Была старейшим живущим человеком в США с 14 мая 2004 до своей смерти.

## Биография
Эмма родилась в Индианоле, штат Айова. Она окончила Университет Дрейка в 1912 году и стала работать учителем латыни до замужества с офтальмологом Гарри Джонстоном. На момент смерти она была старейшим из ныне живущих выпускников этого университета.
В возрасте 98 лет, она переехала из Айовы в Огайо, чтобы жить с дочерью и зятем. Она продолжала оставаться в добром здравии даже после 110 лет, всё ещё могла подниматься по ступенькам, а также могла участвовать в разговорах. Она стала старейшей из ныне живущих американцев, после смерти Шарлотты Бенкнер 14 мая 2004 года. Вскоре, по случаю её 114-го дня рождения, ей был вручен указ, подписанный президентом Университета Дрейка Дэвидом Максвеллом. Вице-президент университета по институциональному развитию Джон Уилли назначил её на почетную степень, утверждая, что она придала новое измерение идеалу Дрейка пожизненного ученика, и в своей жизни она подтвердила миссию Дрейка формировать вдумчивых людей. Джонстон умерла в Уэртингтоне, штат Огайо, 1 декабря 2004 года в возрасте 114 лет, 117 дней.

## См.также
- Долгожитель
- Список старейших людей в мире
- Список старейших женщин